# Michael D. Higgins
Michael Daniel Higgins, irski politik, * 18. april 1941, Limerick, Irska.
Higgins je aktualni predsednik Irske.